# بيتر سونسكي
بيتر سونسكي (ولد في 11 يوليو 1962) هو مضيف إذاعي أمريكي سابق، عمل كعضو منتخب في مجلس التعليم الإقليمي لمنطقة المدارس 17 في ولاية كونيتيكت ومدير متحف فرسان كولومبوس. بصفته عضوًا في حزب التضامن الأمريكي، سونسكي هو مرشح الحزب لمنصب الرئيس في الانتخابات الرئاسية الأمريكية 2024.

## الحياة
ولد سونسكي في ماساتشوستس عام 1962. نشأ سونسكي في منزل من الطبقة العاملة وسجل للتصويت كديمقراطي عندما بلغ 18 عامًا وصوت لصالح جيمي كارتر. أصبح جمهوريًا خلال رئاسة ريغان، قائلاً إن "الحزب الديمقراطي، حزب الرجل الصغير، هو الذي تركني، وقرر أن الرجل الصغير في الرحم يمكن فضحه." سرعان ما ترك ذلك الحزب أيضًا واعتبر نفسه مستقلًا. ومع ذلك، تم انتخابه كجمهوري لمجلس التعليم بالمنطقة 17. وانضم إلى ASP في عام 2018.

## المهنة
لدى سونسكي مسيرة مهنية في الصحافة والسياسة المحلية. خدم كجندي مشاة في الولايات المتحدة، وعمل في عدة صحف كاثوليكية، وأصبح عضوًا في مجلس مدينة سومرز.

## الحملة الرئاسية لعام 2024
أعلن سونسكي في 20 فبراير 2023 ترشحه لمنصب رئيس الولايات المتحدة في الانتخابات التمهيدية لحزب التضامن الأمريكي. يجري الحزب الانتخابات التمهيدية من خلال تصويت عبر الإنترنت مفتوح لجميع الأعضاء الذين يدفعون الاشتراكات باستخدام التصويت بالتفضيل. فاز سونسكي في الاقتراع الأول بنسبة 52٪ من أصوات الاختيار الأول.

## المناصب السياسية
بصفته مؤيدًا للديمقراطية المسيحية، يدعم سونسكي أخلاقيات الحياة المتسقة، ويعارض الإجهاض، وعقوبة الإعدام، والقتل الرحيم. كما يدعم مبادرات العدالة الاجتماعية. هو ضد تقنين زواج المثليين ويعتقد أن الأزواج المثليين لا ينبغي أن يتمتعوا بنفس حقوق التبني التي يتمتع بها الأزواج المغايرون. لقد أيد مبادرة روبرت ب. جورج لإعادة تسمية يونيو باسم شهر الإخلاص.
يعتقد سونسكي أن الولايات المتحدة يجب أن تستمر في تقديم الدعم الدفاعي لأوكرانيا، ويدعم حق إسرائيل في الدفاع عن نفسها، رغم أنه يريد منها وقف القتال في غزة والسماح بمزيد من المساعدات الإنسانية. كما يدعم سونسكي البرامج الاجتماعية الحكومية، رغم أنه يعتقد أنها غالبًا ما تُدار بشكل أفضل على المستوى الخاص أو على المستوى المحلي. فيما يتعلق بالهجرة، يدعم سونسكي زيادة أمن الحدود ويقول إن الولايات المتحدة يجب أن تكون منفتحة على الأشخاص الذين يسعون للحصول على اللجوء أو الفرص.

## الروابط الخارجية
- بيتر سونسكي 2024